# Villax Ferdinánd
Villax Ferdinánd, teljes nevén Villax János Ferdinánd (németül: Ferdinand Villax, Pápa, 1784. május 14. – Zirc, 1857. szeptember 13.) magyar ciszterci szerzetes, zirci apát.

## Életútja
Iparoscsaládból származott, testvére Villax Antal, pápai polgármester. 1802. február 10-én, valószínűleg Zircben lép be a ciszterci rendbe. 1803-ban tett örökfogadalmat, 1806. szeptember 29-én szentelték pappá. Ezután Zircen volt általános helyettes 1808 és 1810 között, Nagyesztergár, majd 1812-től Olaszfalu plébánosa volt. 1813-tól 1817-ig a Dréta Antal apát által átvett ciszterci gimnáziumot vezette Székesfehérváron. Ezután újra plébánosi teendőket látott el Magyarpolányban 1820-ig, ahol egyúttal jószágkormányzó is volt és Egerben, majd 1823-tól apáttá választásáig Tósokberénden.
1824. február 11-én választották meg, 1826. január 20-án nevezték ki zirci apáttá. Erős kézzel irányította az apátsági termelést, különösen a mezőgazdaság fejlesztését. Ez lehetővé tette számára egy sor új uradalom létrehozását.
Irányítása alatt a zirci rend oktatási tevékenysége új lendületet kapott. 1831-ben báró Szepesy Ignác pécsi püspök a neki előkészített líceumban két filozófiai és egy jogi tanszéket rendezett be a cisztercieknek. 1837-ben megalapította Olaszfalu iskoláját. Az 1852/53-as tanévben az új tanterv által a rend mindhárom oktatási intézménye (Eger, Pécs, Székesfehérvár) gimnáziumi rangra emelkedett. 1852-ben megkapta a Lipót-rend lovagkeresztjét.
Villax Ferdinánd apát állt a kolostori épület kibővítése mögött is. Többek között a hatalmas nyugati szárny és a könyvtár is általa jött létre, amelynek feltöltését nagymértékű könyvvásárlásokkal tette lehetővé.

## Emlékezete
Nevét őrzi Olaszfalu általános iskolája. A községben szobrot is állítottak neki.